# Märkisches Zentrum
Het Märkisches Zentrum is een winkelcentrum in Berlijn op de hoek van de Wilhelmsruher Damm met de Senftenberger Ring. Het ligt in de wijk Märkisches Viertel in het stadsdistrict Reinickendorf. 
Het Märkisches Zentrum is ontstaan in samenhang met de aanleg van het omringende  nieuwbouwgebied en werd in de jaren zestig geopend. Met een oppervlakte van ongeveer 50.000  m² is het het grootste winkelcentrum in het noorden van Berlijn (districten Reinickendorf en Pankow). In het winkelcomplex zijn meer dan 120 winkels en ongeveer 30 medische praktijken gevestigd. 
In 2001/2002 werd het centrum grondig gerenoveerd.  
De eigenaar van het centrum, de investeerder Kintyre, is in 2018 gestart met de renovatie en uitbreiding van het centrum. Deze werkzaamheden zijn gereed in 2022. De totale investering bedraagt zo'n 100 miljoen euro.